# Predsednik vlade Avstralije
Predsednik vlade Avstralije (angleško: The prime minister of Australia) je vodja avstralske zvezne vlade in je po načelih odgovoren zveznemu parlamentu. Kabinet predsednika vlade, ki ga uradno imenuje generalni guverner, ureja Westminsterska konvencija, saj v avstralski ustavi ni opisan. Premier je praviloma vodja večinske stranke ali koalicije. Premierji nimajo določenega trajanja ali števila mandatov, vendar se mandat posameznika na splošno konča, ko njegova politična stranka izgubi na zveznih volitvah ali če izgubi ali odstopi vodstvo stranke.
Izvršilno oblast ima formalno monarh, generalni guverner pa jo izvaja po nasvetih vladnih ministrov, ki jih imenuje premier in tvorijo zvezni izvršni svet. Najstarejši ministri tvorijo zvezni svet, ki mu predseduje premier. Premier tudi vodi državno vlado in odbor za nacionalno varnost. Upravno podporo zagotavljata kabinet predsednika vlade in vlada . Premier ima dve uradni rezidenci: The Lodge v Canberri in Kirribillijevo hišo v Sydneyju, poleg tega ima pisarno v parlamentu.
Doslej se je zvrstilo trideset predsednikov avstralske vlade. Prvi nosilec je bil Edmund Barton, ki je funkcijo prevzel 1. januarja 1901. Premier z najdaljšim mandatom je bil Robert Menzies, ki je bil na položaju več kot 18 let, najkrajši pa Frank Forde, ki je bil premier en teden. Zakonodajna nasledstvena linija ne obstaja, vendar konvencija določa, da lahko generalni guverner začasno pooblasti podpredsednika vlade.

## Privilegiji

### Plača
| Datum začetka veljavnosti | Plača       | Ref.   |
| ------------------------- | ----------- | ------ |
| 2. junija 1999            | 289.270 USD |        |
| 6. septembra 2006         | 309.270 USD |        |
| 1. julij 2007             | 330.356 USD |        |
| 1. oktober 2009           | 340.704 USD | [ 3 ]  |
| 1. avgust 2010            | 354.671 USD | [ 4 ]  |
| 1. julij 2011             | 366.366 USD |        |
| 1. decembra 2011          | 440.000 USD |        |
| 15. marec 2012            | 481.000 USD | [ 5 ]  |
| 1. julij 2012             | 495.430 USD | [ 6 ]  |
| 1. julij 2013             | 507.338 USD | [ 7 ]  |
| 1. januarja 2016          | 517.504 USD | [ 8 ]  |
| 1. julij 2017             | 527.852 USD | [ 9 ]  |
| 1. julij 2018             | 538.460 USD | [ 10 ] |
| 1. julij 2019             | 549.250 USD |        |

Od 1. julija 2019 avstralski premier prejema skupno plačo v višini 549.250 ameriških dolarjev. Ta je sestavljena iz »osnovne plače«, ki jo prejemajo vsi poslanci (211.250 $), in 160-odstotne »dodatne plače« za vlogo predsednika vlade. Povišanje osnovne plače poslancev in senatorjev vsako leto določi neodvisno sodišče za prejemke.

### Bivališča in prevozna sredstva
Premier ima dve uradni rezidenci. Glavno uradno prebivališče je The Lodge v Canberri, ki jo je večina premierjev izbrala za svojo primarno rezidenco, predvsem zaradi varnostnih zmogljivosti in neposredne bližine parlamenta.  V zadnjem času je John Howard za glavno nastanitev uporabljal rezidenco premierja v Sydneyju, Kirribilli House.
Predsedniku vlade so za delovanje med mandatom na voljo številna prevozna sredstva. 34. eskadrila kraljevskih avstralskih zračnih sil premierja prevaža po Avstraliji in v tujini s posebej predelanimi letali podjetja Boeing Business Jets in manjšimi letali Challenger. Letalo vsebuje varno komunikacijsko opremo, pisarno, konferenčno sobo in spalne prostore. Klicni znak za letalo je "Envoy". Po cestah se predsednik vlade prevaža v blindiranem modelu BMW serije 7. Zaradi svoje registrske tablice se imenuje »C-1« ali Commonwealth One. Spremljajo ga policijska vozila državnih in zveznih oblasti.
- Privilegiji v pisarni
- The Lodge
- Kirribillijeva hiša
- Ministrska limuzina
- Uradno letalo

### Po mandatu
Politiki, vključno s premierji, po odhodu s funkcije običajno dobijo določene privilegije, na primer pisarno, osebje in Life Gold Pass, ki imetniku daje pravico, da na vladne stroške potuje znotraj Avstralije za »nekomercialne« namene. Leta 2017 je premier Malcolm Turnbull dejal, da bi moralo biti dovoljenje dostopno samo nekdanjim premierjem, četudi ga sam bi uporabljal, ko ne bi bil več premier.

## Seznam
- Seznam predsednikov vlade Avstralije